# Chronobiology International
Chronobiology International is een internationaal, aan collegiale toetsing onderworpen wetenschappelijk tijdschrift op het gebied van de
fysiologie.
Het wordt uitgegeven door Informa Healthcare namens de International Society for Chronobiology en verschijnt tweemaandelijks.
Het eerste nummer verscheen in 1984.